# Temanggung
Temanggung este un oraș din Indonezia.